# Полуденка (приток Карюга)
Полуденка, Полдневица — река в России, протекает в Кичменгско-Городецком районе Вологодской области и Вохомском районе Костромской области. Устье реки находится в 11 км по левому берегу реки Карюг. Длина реки составляет 18 км, площадь водосборного бассейна 62,7 км².
Исток реки расположен в Вологодской области юго-восточнее деревни Карюг близ границы с Костромской областью. Река течёт по ненаселённому лесу в юго-западном направлении, впадает в Карюг у деревни Полуденка.

## Данные водного реестра
По данным государственного водного реестра России относится к Верхневолжскому бассейновому округу, водохозяйственный участок реки — Ветлуга от истока до города Ветлуга, речной подбассейн реки — Волга от впадения Оки до Куйбышевского водохранилища (без бассейна Суры). Речной бассейн реки — (Верхняя) Волга до Куйбышевского водохранилища (без бассейна Оки).
Код объекта в государственном водном реестре — 08010400112110000041004.